# نسخ سنگسار توسط اسلام
نسخ سنگسار توسط اسلام کتابی از امیرحسین ترکاشوند است که در آن نویسنده استدلال می‌کند که «نه تنها هیچ وقت حکم سنگسار در اسلام وجود نداشته است بلکه اسلام به مقابله با آن پرداخته است.»
این کتاب نیز مانند کتاب حجاب شرعی در عصر پیامبر به‌صورت مجازی منتشر و در دسترس مخاطبان قرار گرفت.